# 马萨主教座堂

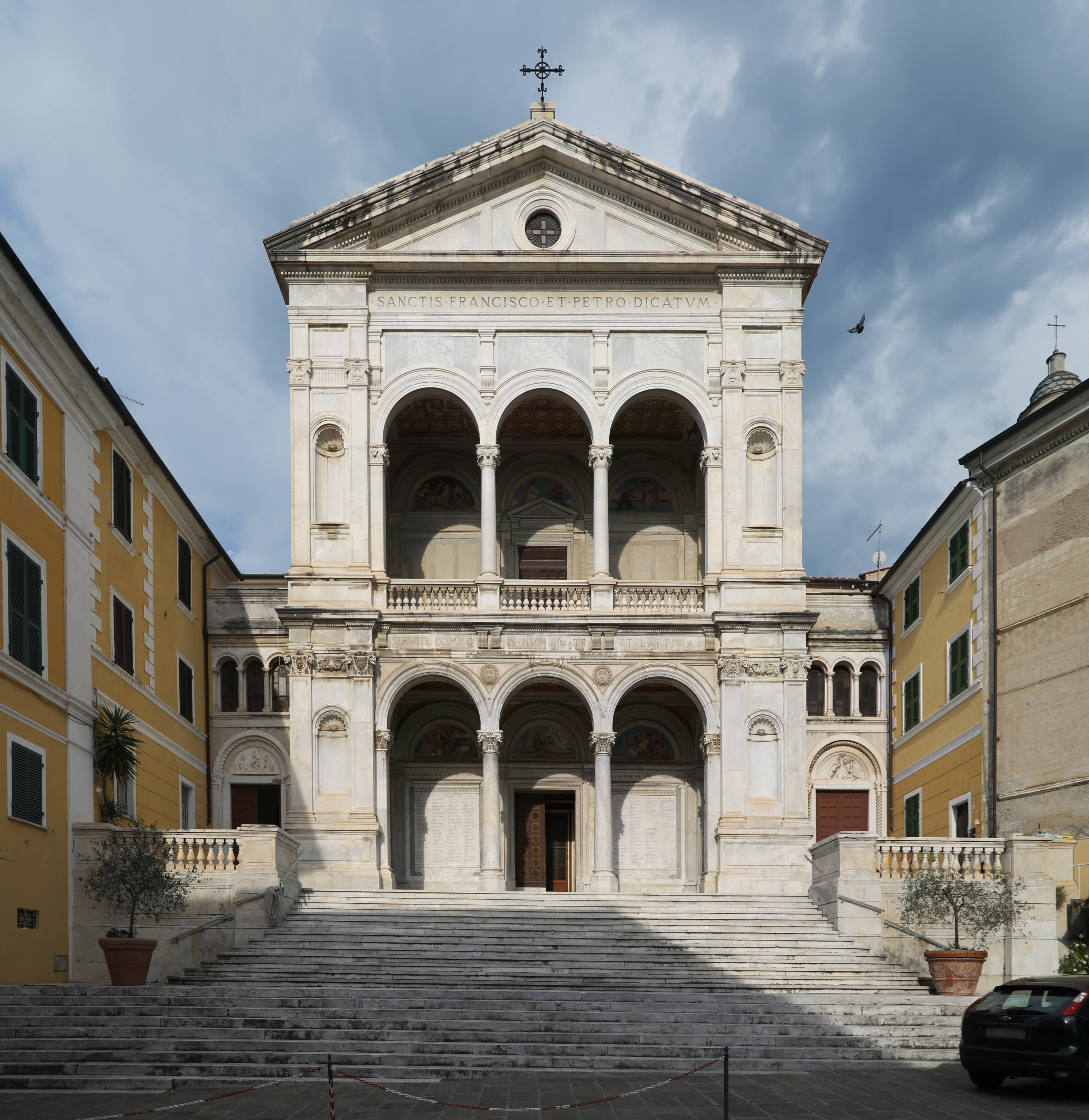
立面

圣伯多祿圣方濟主教座堂 (義大利語：Cattedrale dei Santi Pietro e Francesco)位于意大利 托斯卡纳大区马萨，是天主教馬薩卡拉拉-蓬特雷莫利教區的主教座堂。
该堂主保圣人为聖伯多祿和圣方濟。1821年，马萨教区成立，该堂成为主教座堂。